# Elektrociepłownia Czechnica
Elektrociepłownia Czechnica – elektrociepłownia o mocy osiągalnej elektrycznej 100 MWe i cieplnej 247 MWt, położona w miejscowości Siechnice, zasilająca w energię cieplną Wrocław. Elektrociepłownia należy do Zespołu Elektrociepłowni Wrocławskich Kogeneracja S.A.

## Początki
Elektrownia została wybudowana na przełomie XIX/XX w., wchodziła w skład przedsiębiorstwa Wacker-Chemie GmbH założonego przez Alexandra Wackera. W latach 1909–1945 elektrownia należała do koncernu Elektrizitätswerk Schlesien.

## Po wojnie

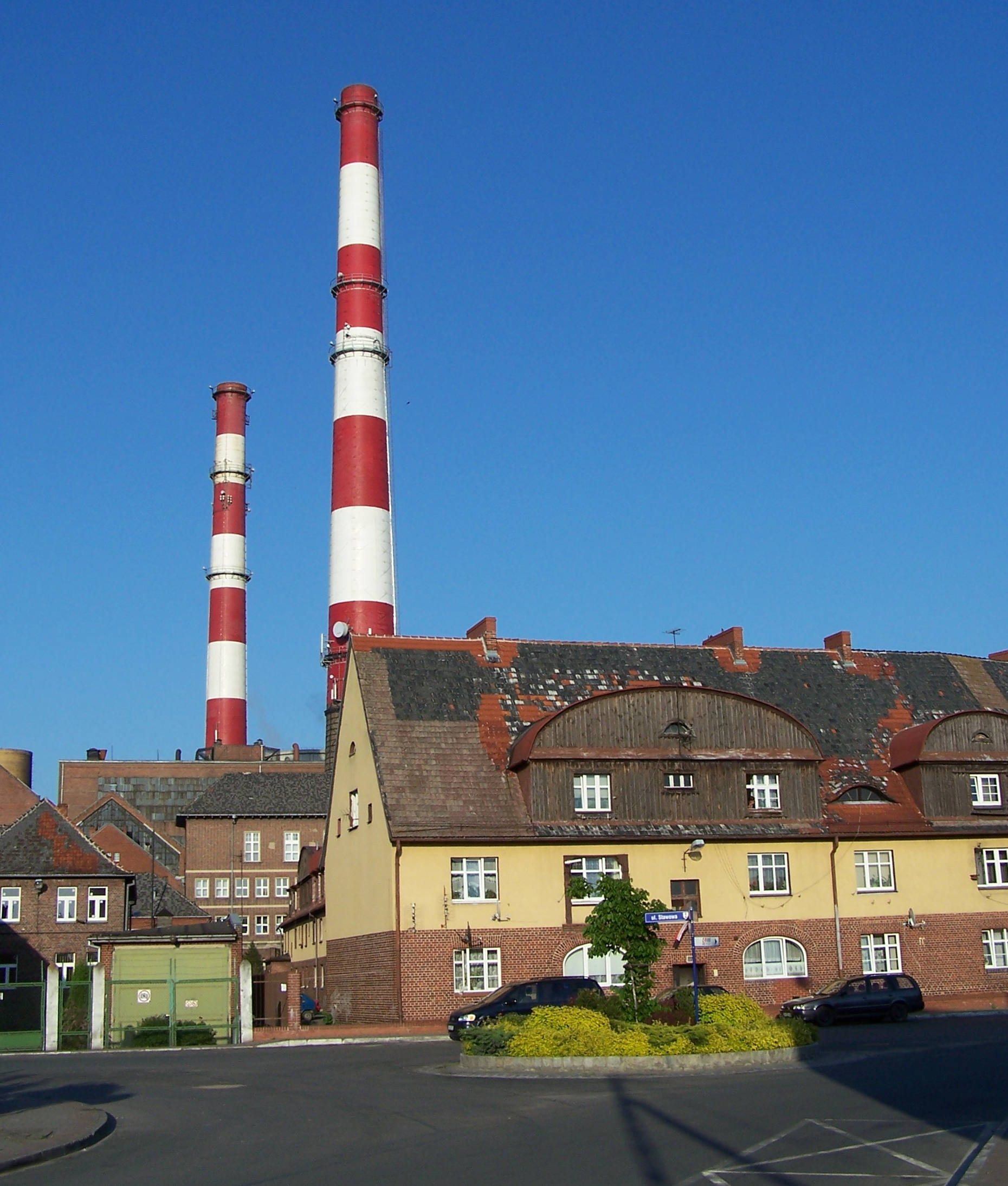
Elektrociepłownia Czechnica i zabudowa osiedla dla pracowników elektrowni

Po II wojnie światowej, w 1945 roku przeszła w ramach nacjonalizacji pod nadzór ZSRR. W marcu 1947 r. Czechnica przeszła z nadzoru radzieckiego w ręce polskie jako nieczynna. Przystąpiono do odbudowy części elektrowni, zakończono ją w grudniu 1947 r. Wkrótce przystąpiono do projektowania nowej elektrowni z wykorzystaniem istniejących budynków. Projekt został przygotowany przez Warszawskie Biuro Projektów Energetycznych w latach 1949–50, ostateczne plany zatwierdzono w 1953 roku. Nowa elektrownia wykorzystywała turbozespoły sprowadzone z Czechosłowacji, pozostałe urządzenia zostały wyprodukowane w Polsce. W 1959 r. po raz kolejny przystąpiono do rozbudowy elektrowni poprzez zainstalowanie III turbozespołu. Po ukończeniu przebudowy, elektrownia osiągała w roku 1961 moc do 142 MW.
W marcu 1974 r. zatwierdzono plany przebudowy elektrowni na elektrociepłownię zasilającą w ciepło Wrocław. W 1979 roku przystąpiono do realizacji projektu. W tym samym roku „Czechnica” dostarczała już moc cieplną do Kombinatu Ogrodniczego w Siechnicach (35 MW). 2 listopada 1981 r. Elektrociepłownia zaczęła dostarczać ciepło do Wrocławia.

## Przebudowa
Węglowa jednostka wytwórcza elektrociepłowni ma działać do roku 2024, kiedy zostanie zastąpiona nowo powstającą elektrociepłownią gazową. Gazowy-parowy zespół ma mieć moc 179 MWe oraz 163 MWt. Razem z kotłownią rezerwowo-szczytową będzie miał 315 MWt. Koszt budowy nowej elektrociepłowni gazowej to 1,5 mld złotych.